# Varsakallio
Varsakallio är en ö i Finland. Den ligger i sjön Seinäjärvi och i kommunen Virdois i den ekonomiska regionen  Övre Birkalands ekonomiska region  och landskapet Birkaland, i den sydvästra delen av landet, 260 km norr om huvudstaden Helsingfors. Öns största längd är 20 meter i öst-västlig riktning.